# Middletown (comté d'Orange, New York)
Pour les articles homonymes, voir Middletown.
Middletown est une ville (city) du comté d'Orange, dans l'État de New York, aux États-Unis,. En 2020, elle comptait une population de 30 345 habitants.

## Démographie
Lors du recensement de 2010, la ville comptait une population de 28 086 habitants, tandis qu'en 2020, elle est en hausse avec 30 345 habitants.

## Personnalités
- Mike Avilés, joueur de base-ball
- Cleanthony Early, joueur de basket-ball
- Linda Fite, autrice de comics
- Lydia Sayer Hasbrouck, réformatrice vestimentaire
- Gerald Kersh, écrivain
- Willi Ninja, danseur et chorégraphe
- Jerry Sands, joueur de base-ball
- Frank Shorter, coureur
- Silas H. Stringham, amiral
- Spencer Tunick, photographe
- Aaron Tveit, acteur et chanteur